# Diamond Princess
Diamond Princess är ett kryssningsfartyg som ägs och drivs Princess Cruises. Fartyget byggdes i Nagasaki i Japan och seglade första gången med passagerare 13 mars 2004. Hon seglar vanligen i Asien under norra halvklotets sommar och omkring Australien under södra halvklotets sommar. 
Fartyget har drabbats av större utbrott av smittsamma sjukdomar vid två tillfällen. År 2016 utbröt en epidemi av magsjuka, orsakad av norovirus, på fartyget som drabbade 158 passagerare och 2020 drabbades det av coronaviruspandemin. Fartyget sattes i karantän i Yokohamas hamn under flera veckor från 4 februari 2020. Minst 712 av passagerarna och besättningen ombord smittades av viruset och 14 dog.